# Peter Winker
Peter Winker (* 1965 in Stuttgart) ist ein deutscher Ökonometriker und Hochschullehrer.

## Leben
Winker studierte von 1984 bis 1991 Mathematik und Volkswirtschaftslehre an den Universitäten Konstanz und Paris VI und schloss zunächst als Diplom-Mathematiker ab. Anschließend bis 1997 war er Wissenschaftlicher Mitarbeiter bei Wolfgang Franz an der Universität Konstanz. Seine Promotion zum Dr. rer. pol. erfolgte dort 1991 mit der Dissertation Kreditrationierung auf dem Markt für Unternehmenskredite in der BRD. 1997 folgte Winker Franz an die Universität Mannheim, wo er bis 2001 als Wissenschaftlicher Assistent tätig war. Dort erfolgte 2000 seine Habilitation mit der Arbeit Optimization Heuristics in Econometrics: Applications of Threshold Accepting.
Von 2001 bis 2002 war Winker Associate Professor für Ökonomie and Quantitative Methoden an der International University in Germany in Bruchsal. 2002 folgte er einem Ruf an die interdisziplinäre Staatswissenschaftliche Fakultät der Universität Erfurt, an der er den Lehrstuhl für Ökonometrie bekleidete.
2006 ging er an die Justus-Liebig-Universität Gießen, wo er eine Professur für Statistik und Ökonometrie annahm. Von April 2012 bis April 2018 war er zudem Vizepräsident für Wissenschaftliche Infrastruktur an der Universität in Gießen.

## Forschungsschwerpunkte
Zu den Forschungsgebieten Winkers zählen unter anderem die Empirische Makroökonomik, die heuristische Optimierung in Ökonometrie und Statistik sowie ökonometrische Analyse von Bildungsentscheidung und Bildungserfolg. Außerdem beschäftigt er sich mit dem Monte-Carlo-Verfahren und dem Quasi-Monte-Carlo-Verfahren.

## Publikationen (Auswahl)
- Rationierung auf dem Markt für Unternehmenskredite in der BRD. Mohr, Tübingen 1996, ISBN 3-16-146559-8.
- Empirische Wirtschaftsforschung und Ökonometrie. Springer, Berlin 1997, 2. Auflage 2007; 3. Auflage 2010, ISBN 3-540-62979-3.
- (Hrsg.) Interviewers' deviations in surveys: impact, reasons, detection and prevention. PL Academic Research, Frankfurt am Main 2013, ISBN 978-3-631-63715-9.